# Eerste Kamerverkiezingen 1932

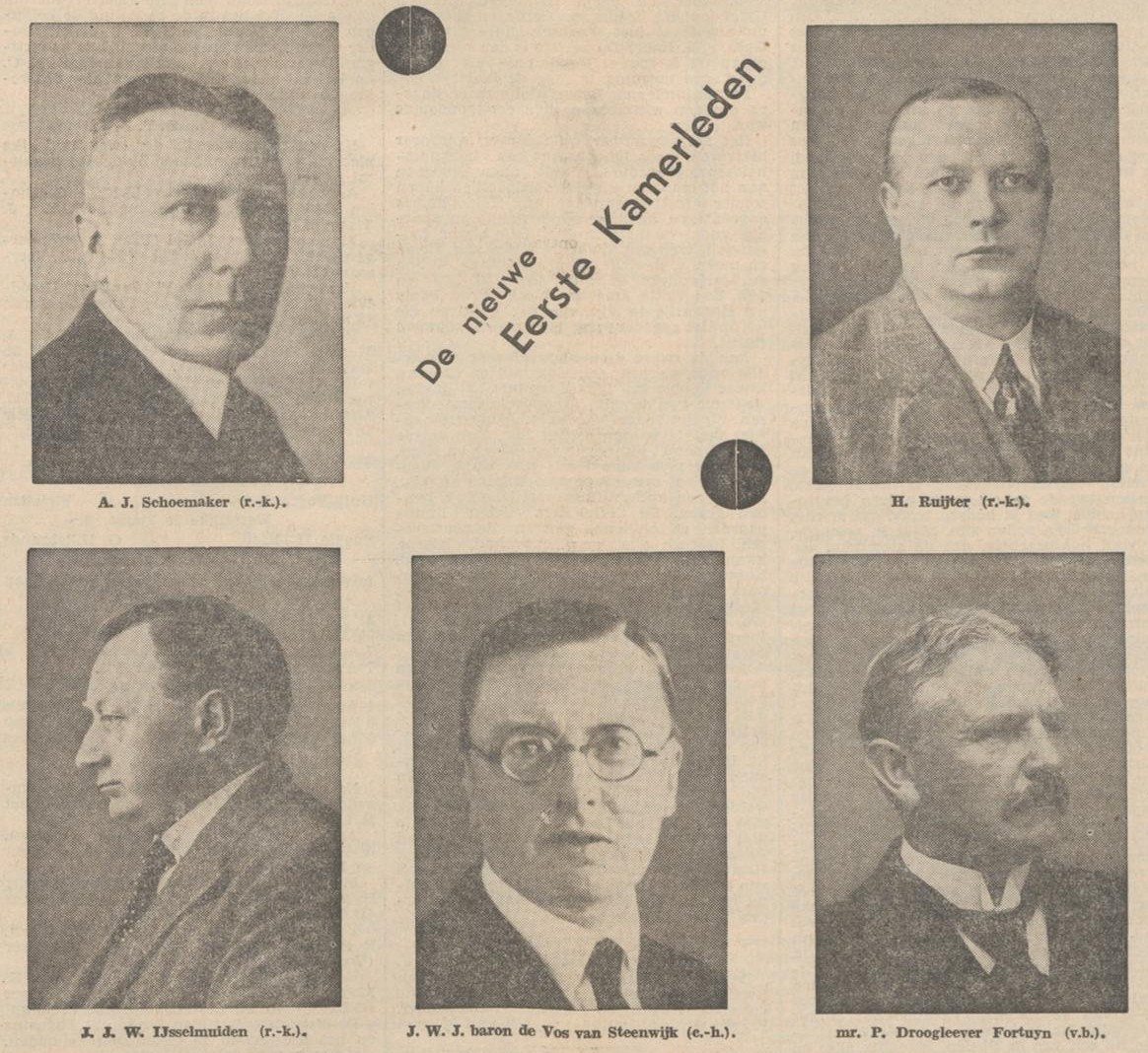
Nieuwe Eerste Kamerleden 1932.

De Eerste Kamerverkiezingen 1932 waren reguliere Nederlandse verkiezingen voor de Eerste Kamer der Staten-Generaal. Zij vonden plaats op 29 juli 1932.
Bij deze verkiezingen kozen de leden van Provinciale Staten in de kiesgroepen II en IV - die op 15, 22 en 23 april 1931 bij de Statenverkiezingen gekozen waren - 25 nieuwe leden van de Eerste Kamer.
De door de leden van Provinciale Staten uitgebrachte stemmen hadden niet alle dezelfde waarde; zij werden gewogen aan de hand van de bevolkingscijfers van de provincies. 
De uitslag van de verkiezingen was als volgt:
| Partij                                | Zetels | Zetels | +/− | Zetelverdeling naar kiesgroep | Zetelverdeling naar kiesgroep | Zetelverdeling naar kiesgroep | Zetelverdeling naar kiesgroep |
| Partij                                | 1929   | 1932   | +/− | I                             | II                            | III                           | IV                            |
| ------------------------------------- | ------ | ------ | --- | ----------------------------- | ----------------------------- | ----------------------------- | ----------------------------- |
| Roomsch-Katholieke Staatspartij       | 16     | 16     | 0   | 8                             | 3                             | 3                             | 2                             |
| Sociaal-Democratische Arbeiderspartij | 11     | 11     | 0   | 1                             | 3                             | 4                             | 3                             |
| Christelijk-Historische Unie          | 7      | 7      | 0   | 1                             | 2                             | 2                             | 2                             |
| Anti-Revolutionaire Partij            | 6      | 6      | 0   | 1                             | 2                             | 1                             | 2                             |
| Vrijheidsbond                         | 6      | 6      | 0   | 1                             | 2                             | 1                             | 2                             |
| Vrijzinnig-Democratische Bond         | 4      | 4      | 0   | 1                             | 1                             | 1                             | 1                             |
| Totaal                                | 50     | 50     | 0   | 13                            | 13                            | 12                            | 12                            |

## Gekozenen
In kiesgroep II waren alle dertien leden periodiek aftredend, van wie negen herkozen werden.
In kiesgroep IV waren alle twaalf leden periodiek aftredend, van wie elf herkozen werden. 
*1850 · 1853 · 1856 · 1859 · 1862 · 1865 · 1868 · 1871 · 1874 · 1877 · 1880 · 1883 · *1884 · 1887 (I) · *1887 (II) · *1888 · 1890 · 1893 · 1896 · 1899 · 1902 · *1904 · 1907 · 1910 · 1913 · 1916 · *1917 · 1919 · *1922 · *1923 · 1926 · 1929 · 1932 · 1935 · *1937 · *1946 · *1948 · 1951 · *1952 · 1955 · *1956 (I) · *1956 (II) · 1960 · *1963 · 1966 · 1969 · *1971 · 1974 · 1977 · 1980 · *1981 · *1983 · *1986 · 1987 · 1991 · 1995 · 1999 · 2003 · 2007 · 2011 · 2015 · 2019 · 2023

* algemene verkiezingen in verband met vervroegde ontbinding van de Eerste Kamer

vanaf 1987 bedraagt de vaste zittingstermijn van de Eerste Kamer vier jaar